# Hector Gosset
Hector Gosset, född 9 september 1926, död 27 oktober 2007, var en friidrottare från Belgien. Han deltog vid olympiska sommarspelen 1948.